# Spectrolebias bellidoi
Spectrolebias bellidoi es una especie de pez ciprinodontiforme anual integrante del género de rivulinos sudamericanos Spectrolebias. Habita en humedales temporarios del centro-oeste de América del Sur.

## Taxonomía
Fue descrita originalmente en el año 2015 por los ictiólogos Dalton Tavares Bressane Nielsen y Didier Pillet.
Etimología
Etimológicamente el término específico bellidoi es un epónimo que refiere al apellido de la persona a quien fue dedicada, José María Bellido.
Holotipo
El ejemplar holotipo designado es el catalogado como: ZUEC 10794, un macho adulto el cual midió 28,9 mm.

## Características
Macho
El macho de Spectrolebias bellidoi posee un patrón cromático bicolor. La mitad anterior es pardo-claro a amarillento sin manchas; la posterior, incluidas las aletas dorsal, anal y caudal, presenta un color de fondo pardo-azulado con tonos grisáceos, sobre el cual se disponen ordenadamente pintas blancuzcas. En las aletas el tono es más azulado que en el cuerpo. Ambos patrones cromáticos se unen mediante el cruce de 1 o 2 bandas de cada color. El ojo posee sobre y bajo la pupila una mancha negra que junto al color de esta forma una diminuta banda oscura.
Se pueden distinguir de los machos de casi todas las especies del género (con excepción del de Spectrolebias reticulatus y del de S. pilleti), por la posición de la aleta dorsal, ya que su origen se encuentra en una posición anterior con respecto al origen de la aleta anal.
Hembra
La hembra de Spectrolebias bellidoi se pueden distinguir de las hembras de todas las especies del género por la forma única de su aleta anal, la que se compone de dos partes, una zona anterior redondeada, a la que se suma una porción posterior (desde el radio 14 o 15 en adelante), la que va disminuyendo gradualmente de tamaño; las hembras de las otras especies poseen una aleta anal entera, con un contorno redondeado. Además la anal de S. bellidoi exhibe 30 radios, mientras que en las anales de las hembras de las restantes especies el número va de 21 a 28.

## Distribución
Spectrolebias bellidoi es endémica del oeste del departamento de Santa Cruz, en el centro-sur de Bolivia, habitando en humedales temporarios de la alta cuenca del río Grande o río Guapay, el que a su vez es uno de los principales afluentes del río Mamoré Superior, uno de los colectores de la cuenca del Amazonas.